# エドワード・ブライ (第7代ダーンリー伯爵)
第7代ダーンリー伯爵エドワード・ヘンリー・スチュアート・ブライ（英語: Edward Henry Stuart Bligh, 7th Earl of Darnley 1851年8月21日 - 1900年10月31日）は、イギリスの貴族、地主。1896年まではクリフトン卿（Lord Clifton）と称した。

## 略歴
第6代ダーンリー伯爵ジョン・ブライ、その妻ハリエット・メアリー（第3代チチェスター伯爵ヘンリー・ペラムの長女）の長男として生まれる。
1870年6月8日、オックスフォード大学クライスト・チャーチに入学。1870年代、ファーストクラス・クリケットの選手として活躍した。
1896年、ダーンリー伯爵となる。1900年に49歳で死去。伯爵位は弟のイーヴォが、クリフトン男爵位は長女エリザベスが継承した。

## 家族
1899年1月26日、ジェマイマ・アデライン・ベアトリス（フランシス・J・L・ブラックウッドの娘）と結婚。1子をもうける。
- エリザベス（1900年 - 1937年）- 第17代クリフトン女男爵

## その他
「恐ろしい気質の持ち主で、浪費家」だった。「金を水のように使い」、伯爵家の財産を大幅に減少させたという。